# Waitangi (Northland)
Waitangi ist der Ort im Far North District der Region Northland auf der Nordinsel von Neuseeland, wo am 6. Februar 1840 der Treaty of Waitangi unterzeichnet wurde.

## Geographie
Waitangi, das im Wesentlichen aus dem 506 Hektar großen Waitangi National Reserve besteht, befindet sich direkt angrenzend nördlich von Paihia und rund 4 km westlich von Russell am südwestlichen Teil der Bay of Islands. Der historische Ort ist über eine rund 155 m lange Brücke von Paihia aus zu erreichen, die über das Mündungsgebiet des Waitangi River führt und den Ort für Touristen leichter erreichbar macht. Von Norden aus kann Waitangi auch über eine Landstraße erreicht werden, die von Kerikeri aus angefahren werden kann und einer zweiten Straße, die von Haururu, am New Zealand State Highway 11 liegend, ebenfalls Waitangi zugänglich macht.

## Geschichte
Das Treaty House, in dem am 6. Februar 1840 von 45 Māori-Chiefs der nördlichen Stämme und Lieutenant-Gouverneur William Hobson, als Vertreter der britischen Krone, der Treaty of Waitangi unterzeichnet wurde, gehörte zunächst dem britischen Resident James Busby, der das Haus im Jahr 1832 für sich und seine Familie im georgianischem Stil erbaut hatte. Nach Busbys Tod ging das Haus mit Grundstück zunächst in den Besitz der Familie über, hatte aber in den späteren Jahren verschiedene Besitzer, bis 1932 das Haus mit Grundstück von dem damaligen Gouverneur Charles Bathurst, 1. Viscount Bledisloe erworben und der neuseeländischen Nation als historische Gedenkstätte zum Geschenk gemacht wurde.
Durch den Treaty of Waitangi wurde Neuseeland offiziell eine Kolonie und gehörte somit zum Britischen Empire. Dieses Datum wird als „Geburtsstunde“ des modernen Neuseeland angesehen. Daher ist der 6. Februar der Nationalfeiertag des Landes und wird als Waitangi Day im gesamten Land und an dem historischen Ort in Waitangi mit einer speziellen Zeremonie gefeiert.

## Bevölkerung
Zum Zensus des Jahres 2013 zählte der Ort 39 Einwohner.

## Sehenswürdigkeiten
Auf dem Gelände des Waitangi National Reserve kann das Treaty House, ein Versammlungshaus der Māori (Te Whare Runanga), ein Flaggenmast, ein Bootshaus mit traditionellen Kanus (Waka), ein kleiner Wald mit subtropischen Pflanzen und Bäumen und ein Museum besichtigt werden.